# Tsjoektsjenschiereiland

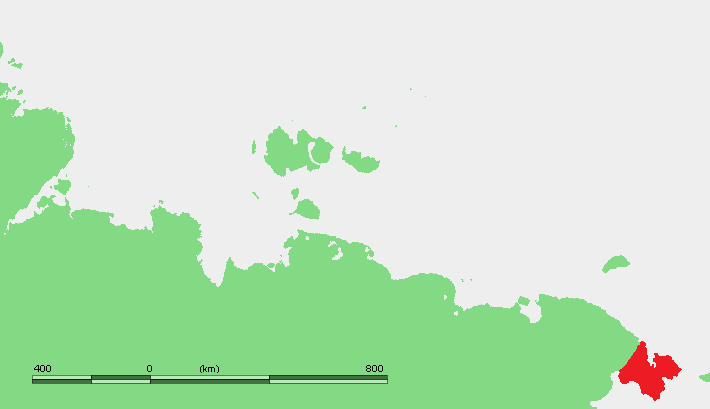
Het Tsjoektsjenschiereiland en de rest van de noordkust van Azië.

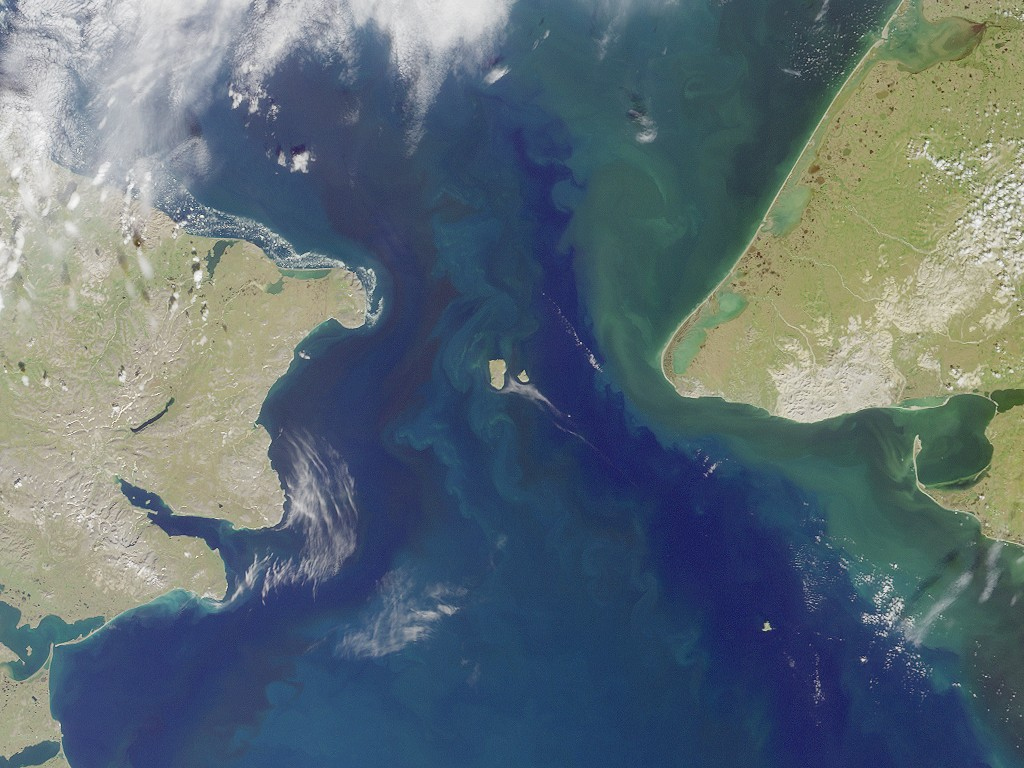
Beringstraat met het Tsjoektsjenschiereiland in het westen, de Diomedeseilanden in het centrum en Alaska in het oosten

Het Tsjoektsjenschiereiland (Russisch: Чукотский Полуостров; Tsjoekotski Poloeostrov of Чукотка; Tsjoekotka) is een schiereiland dat zich bevindt in het uiterste noordoosten van het Russische Verre Oosten en Azië en deel uitmaakt van het autonome district Tsjoekotka van Rusland. Het heeft een oppervlakte van ongeveer 49.000 km² en is grotendeels onbewoond. Enkele plaatsen op het schiereiland zijn Enoermino, Oeëlen en Providenieja. De economie op het schiereiland bestaat vooral uit mijnbouw (tin, lood, zink, goud en steenkool), jagen en vallen zetten, rendierhouderijen en vissen. Over het schiereiland loopt het heuvelachtige Tsjoektsjengebergte en het schiereiland ligt langs de Noordoostelijke Doorvaart.

## Geografie
Reizend richting het oosten ligt het schiereiland voorbij de antimeridiaan waardoor dit meest oostelijke deel van het Euraziatische continent het meest westelijke deel van het vasteland op Aarde omvat. In het noorden grenst het schiereiland aan de Oost-Siberische Zee en de Tsjoektsjenzee (onderdeel van de Noordelijke IJszee), in het oosten bij Kaap Dezjnjov aan de Beringstraat tegenover Alaska (Noord-Amerika) en ten zuiden daarvan aan de Beringzee, de noordelijkste binnenzee van Azië, in het zuiden aan de Golf van Anadyr en in het westen aan het Anadyrgebergte.